# 日本フットゴルフ協会
日本フットゴルフ協会（にほんフットゴルフきょうかい、Japan FootGolf Association、略称：JFGA）は、日本におけるフットゴルフの統括団体である。本部は埼玉県所沢市。
会長 松浦新平　理事 田村一人 清原憲隆 増山清

## 沿革
2014年
- 2月 - 日本フットゴルフ協会設立。
- 4月 - 『フットボールゴルフジャパンオープン』スタート。
- 8月 - 初のフットゴルフ常設コースが栃木県宇都宮市のケントスゴルフクラブにオープン。
- 12月 - FIFG（国際フットゴルフ連盟）に加盟。

2015年
- 2月 - 漫画家の高橋陽一がアンバサダーに就任。
- 4月 - 協会主催 ビギナー大会スタート。
- 5月 - 日本代表初選出[1]。
- 6月 - オランダ『キャピタルカップ』に日本代表選手6名が初出場[2]。

2016年
- 1月 - 『FIFG アルゼンチン ワールドカップ2016』に日本代表選手16名が出場[3]。
- 3月 - 国内初の賞金ツアースタート　同時に国内ランキングポイントスタート
- 8月 - 『第1回 アジアカップ』に日本代表選手12名が出場。

## 大会
2014年
- 4月21日 第1回フットボールゴルフジャパンオープン ケントスゴルフクラブ
- 5月19日 第2回フットボールゴルフジャパンオープン 鶴カントリー倶楽部
- 7月8日 第3回フットボールゴルフジャパンオープン ケントスゴルフクラブ
- 7月21日 第4回フットボールゴルフジャパンオープン 鶴カントリー倶楽部
- 8月23日 第1回ケントスカップ ケントスゴルフクラブ ※ケントスゴルフクラブ 常設コースオープン記念大会
- 9月13日 第5回フットボールゴルフジャパンオープン 足利カントリークラブ飛駒コース
- 10月3日 第6回フットボールゴルフジャパンオープン 北山カントリー倶楽部
- 10月24日 第７回フットボールゴルフジャパンオープン アイランドゴルフリゾート三田
- 12月20日 第8回フットボールゴルフジャパンオープン 足利カントリークラブ飛駒コース

2015年
- 3月1日 第9回フットボールゴルフジャパンオープン ケントスゴルフクラブ 【オランダ キャピタルカップ 日本代表選考大会 第1戦】
- 3月29日 第1回富士山フットゴルフ大会 in 富士の杜 富士の杜ゴルフクラブ
- 4月4日 第10回フットゴルフジャパンオープン 東我孫子カントリークラブ 【オランダ キャピタルカップ 日本代表選考大会 第2戦】
- 4月12日 第11回フットゴルフジャパンオープン アイランドゴルフリゾート三田 【オランダ キャピタルカップ 日本代表選考大会 第3戦】
- 5月9日 第12回フットゴルフジャパンオープン 足利カントリークラブ飛駒コース 【オランダ キャピタルカップ 日本代表選考大会 第4戦】
- 7月19日 第13回フットゴルフジャパンオープン 東我孫子カントリークラブ 【FIFG W杯 アルゼンチン 日本代表選考大会 第1戦】
- 8月2日 第14回フットゴルフジャパンオープン アイランドゴルフリゾート三田 【FIFG W杯 アルゼンチン 日本代表選考大会 第2戦】
- 8月23日 第15回フットゴルフジャパンオープン ケントスゴルフクラブ 【FIFG W杯 アルゼンチン 日本代表選考大会 第3戦】
- 9月13日 第16回フットゴルフジャパンオープン ケントスゴルフクラブ 【FIFG W杯 アルゼンチン 日本代表選考大会 第4戦】※会場コンディション不良の為中止
- 9月27日 第17回フットゴルフジャパンオープン 富士の杜ゴルフクラブ 【FIFG W杯 アルゼンチン 日本代表選考大会 第5戦】
- 10月18日 第18回フットゴルフジャパンオープン 富士の杜ゴルフクラブ 【FIFG W杯 アルゼンチン 日本代表選考大会 第6戦】
- 11月1日 第19回フットゴルフジャパンオープン 油山ゴルフ場 【FIFG W杯 アルゼンチン 日本代表選考大会 第7戦】
- 11月8日 2015年フットゴルフジャパンオープン ファイナル【FIFG W杯 アルゼンチン 日本代表選考大会 】

2016年
- 3月27日 第20回フットゴルフジャパンオープン ケントスゴルフクラブ 【JFGAツアー2016第一戦】
- 4月24日 第21回フットゴルフジャパンオープン TBC太陽クラブ 【JFGAツアー2016第二戦】
- 5月29日 第22回フットゴルフジャパンオープン 富士の杜ゴルフクラブ 【JFGAツアー2016第三戦】
- 6月26日 第23回フットゴルフジャパンオープン アイランドゴルフリゾート三田 【JFGAツアー2016第四戦】
- 7月17日 第24回フットゴルフジャパンオープン 東我孫子カントリークラブ【JFGAツアー2016第五戦】
- 8月14日 第25回フットゴルフジャパンオープン 馬越ゴルフコース【JFGAツアー2016第六戦】
- 9月11日 第26回フットゴルフジャパンオープン TBC太陽クラブ【JFGAツアー2016第七戦】

## 大会歴代優勝者
- フットボールゴルフジャパンオープン

| 回数              | 開催日         | 優勝者                                                              | 開催コース                     |
| ----------------- | -------------- | ------------------------------------------------------------------- | ------------------------------ |
| 第1回             | 2014年4月14日  | 男子 和田潤 男子 高橋尚輔 男子 安彦考真 女子 木村綾子 女子 内野清香 | ケントスゴルフクラブ           |
| 第2回             | 2014年5月19日  | 男子 和田潤 女子 野口綾子                                           | 鶴カントリー倶楽部             |
| 第3回             | 2014年7月8日   | 男子 大川和人 女子 大野美穂                                         | ケントスゴルフクラブ           |
| 第4回             | 2014年7月21日  | 男子 平野孝 女子 阿部彩香                                           | 鶴カントリー倶楽部             |
| 第5回             | 2014年9月13日  | 男子 大八木俊 女子 高野里沙                                         | 足利カントリークラブ飛駒コース |
| 第6回             | 2014年10月3日  | 男子 橋田和義                                                       | 北山カントリー倶楽部           |
| 第7回             | 2014年10月24日 | 男子 山本晋之介 女子 渕田由紀                                       | アイランドゴルフリゾート三田   |
| 第8回             | 2014年12月20日 | 男子 冨沢和未 女子 沖本奈々                                         | 足利カントリークラブ飛駒コース |
| 第9回             | 2015年3月1日   | 男子 広谷篤史 女子 山野香織                                         | ケントスゴルフクラブ           |
| 第10回            | 2015年4月4日   | 男子 桑田寛之 女子 阿部彩香                                         | 東我孫子カントリークラブ       |
| 第11回            | 2015年4月12日  | 男子 今村公治 女子 加藤有視                                         | アイランドゴルフリゾート三田   |
| 第12回            | 2015年5月9日   | 男子 八谷紘希 女子 -                                                | 足利カントリークラブ飛駒コース |
| 第13回            | 2015年7月19日  | 男子 冨沢和未 女子 阿部彩香                                         | 東我孫子カントリークラブ       |
| 第14回            | 2015年8月2日   | 男子 安村翼 女子 小野寺展子                                         | アイランドゴルフリゾート三田   |
| 第15回            | 2015年8月23日  | 男子 山縣佑人 女子 山野香織                                         | ケントスゴルフクラブ           |
| 第16回            | 2015年9月13日  | 会場コンディション不良の為中止                                      |                                |
| 第17回            | 2015年9月27日  | 男子 廣谷敦史 女子 小森谷志乃                                       | 富士の杜ゴルフクラブ           |
| 第18回            | 2015年10月18日 | 男子 新井晋 女子 斉藤リサ                                           | 富士の杜ゴルフクラブ           |
| 第19回            | 2015年11月1日  | 男子 和志武亮 女子 -                                                | 油山ゴルフ場                   |
| 2015年 ファイナル | 2015年11月8日  | 冨沢和未                                                            | ケントスゴルフクラブ           |
| 第20回            | 2016年3月27日  | 男子 冨沢和未 女子 山野香織                                         | ケントスゴルフクラブ           |
| 第21回            | 2016年4月24日  | 男子 冨沢和未 女子 山野香織                                         | TBC太陽クラブ                  |
| 第22回            | 2016年5月29日  | 男子 鈴木秀成 女子 山野香織                                         | 富士の杜ゴルフクラブ           |
| 第23回            | 2016年6月26日  | 男子 桑田寛之 女子 森菜月                                           | アイランドゴルフリゾート三田   |
| 第24回            | 2016年7月17日  | 男子 冨沢和未 女子 山野香織                                         | 東我孫子カントリークラブ       |
| 第25回            | 2016年8月14日  | 男子 冨沢和未 女子 山野香織                                         | 馬越ゴルフコース               |
| 第26回            | 2016年9月11日  | 男子 桑田寛之 女子 山野香織                                         | TBC太陽クラブ                  |